# Boér Hermin
Boér Hermin, született Gläser Hermina Terézia, névváltozat: Glazer (Keszthely, 1860. október 6. – Budapest, 1945. február 3.) színésznő, Lubinszky Tibor (1909–1956) színész nagyanyja.

## Életútja
Gläser Róbert és Csacsinovics Terézia leányaként született. 1875-ben lépett a színi pályára. 1877 júliusában Nagyváradon volt az első fellépése a Cigány című darabban. »Kitünő termet, kifejezésteljes arc, és remek, csengő, hellyel-közzel drámai hang, ez az, amit a természet adományakép bír« — írta róla a Magyar Polgár 1877. július 26-án megjelent száma. 1877 és 1882 között Kolozsvárott működött és ő is részt vett az Ozorai-féle bécsi kiránduláson. (1880. május 1-től június 15-ig.) 1885 és 1910 között a Nemzeti Színház társulatának volt a tagja, ahova mind drámai, mind pedig vígjátéki szerepekben és epizodistaként jól illeszkedett. Gläser családi nevét 1905-ben Boerra változtatta. Halálát végelgyengülés okozta.
Első férje Lubinszky Ödön színész volt, akivel 1883. szeptember 27-én házasodott össze Kolozsvárott. 1905. március 28-án Budapesten, a Józsefvárosban házasságot kötött a nála 22 évvel idősebb Szlavy György Ferenc László nyugalmazott székesfővárosi rendőrkapitánnyal.

## Fontosabb szerepei
- Lyngené (Ibsen: A társadalom támaszai)
- Lady Macbeth (Shakespeare: Macbeth)
- Lady Deresford (Szécsi F.: Utazás az özvegység felé)